# Euplassa incana
Euplassa incana là một loài thực vật có hoa trong họ Quắn hoa. Loài này được (Klotzsch) I.M.Johnst. miêu tả khoa học đầu tiên năm 1924.